# Diospyros kurzii
Diospyros kurzii är en tvåhjärtbladig växtart som beskrevs av William Philip Hiern. Diospyros kurzii ingår i släktet Diospyros och familjen Ebenaceae. Inga underarter finns listade i Catalogue of Life.